# Gmina Jasienica
Die Gmina Jasienica ist eine Landgemeinde im Powiat Bielski der Woiwodschaft Schlesien in Polen. Ihr Sitz ist das gleichnamige Dorf (deutsch Heinzendorf) mit etwa 5100 Einwohnern.
Die Gemeinde gehört zur Euroregion Teschener Schlesien.

## Geographie

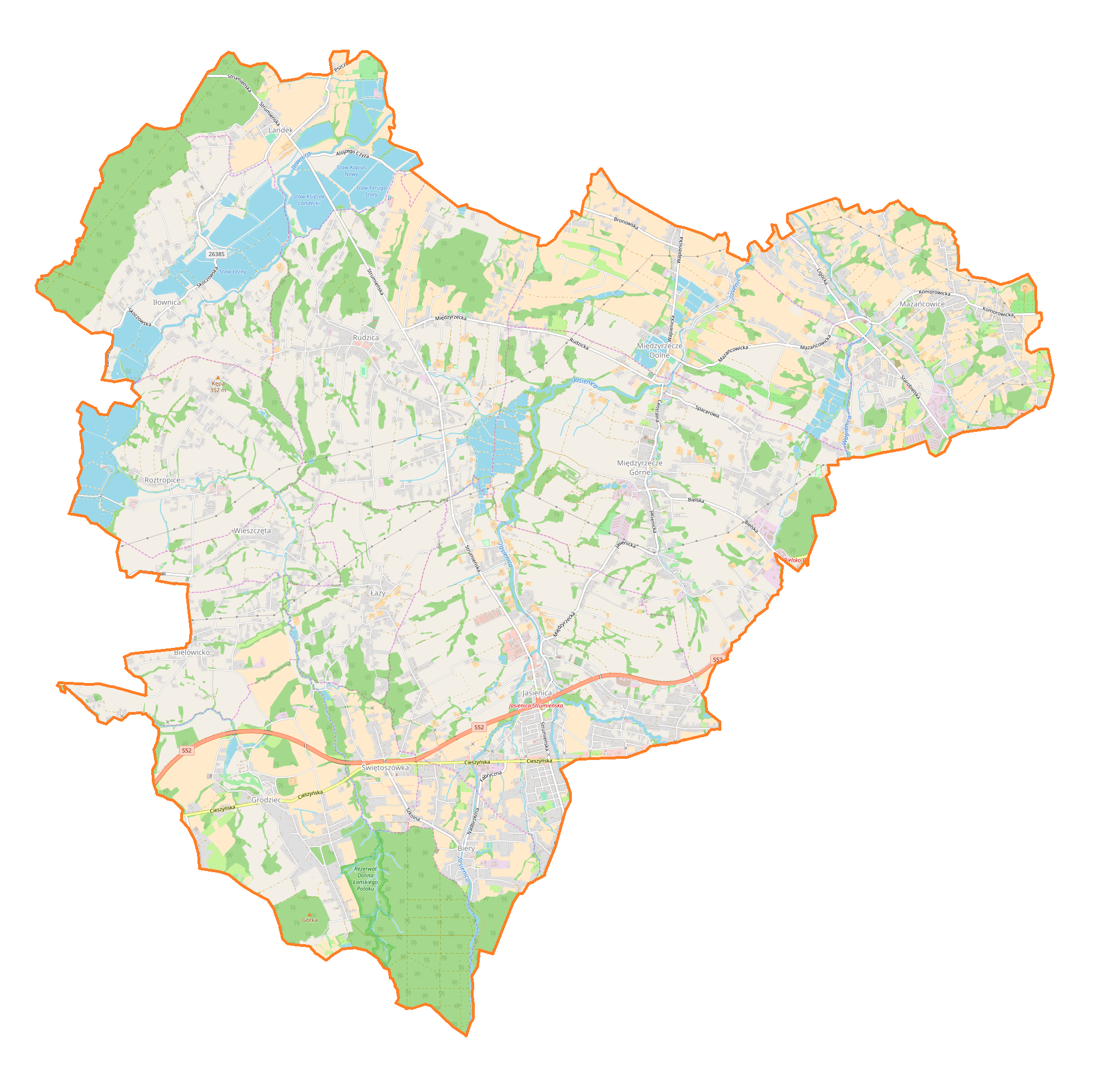
Karte der Gemeinde

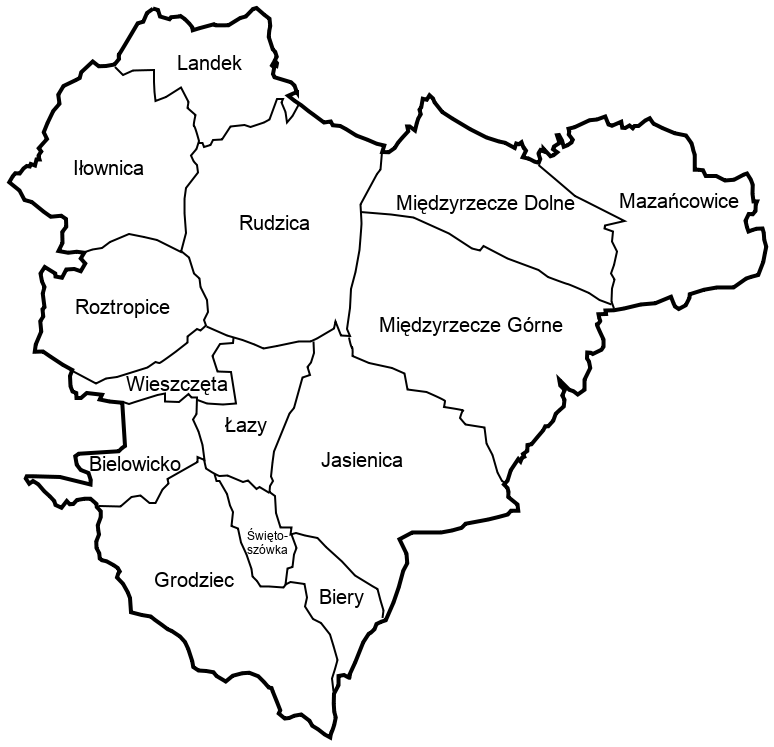
Lage der Dörfer

Die Gemeinde liegt im Süden der Woiwodschaft und grenzt im Nordosten an die Kreisstadt Bielsko-Biała. Die weiteren Nachbargemeinden sind Brenna, Chybie, Czechowice-Dziedzice, Jaworze und Skoczów. Katowice liegt 50 Kilometer nördlich.
Die Gemeinde hat eine Fläche von 91,7 km², von der 60 Prozent land- und 16 Prozent forstwirtschaftlich genutzt werden. Die Gegend gehört zum Schlesischen Vorgebirge (Pogórze Śląskie). Ein Fließgewässer ist die Jasienica.

## Geschichte
Die Landgemeinde wurde 1973 aus Gromadas neu gebildet. Sie kam 1975 von der Woiwodschaft Katowice (1953–1956 Woiwodschaft Stalinogrodzkie) zur Woiwodschaft Bielsko-Biała, der Powiat wurde aufgelöst. Im Januar 1999 kam sie wieder zum Powiat Bielski und zur Woiwodschaft Schlesien.

## Gliederung
Die Landgemeinde (gmina wiejska) Jasienica besteht aus 14 Dörfern mit einem Schulzenamt (solectwo):
Bielowicko
Biery
Grodziec
Iłownica
Jasienica
Landek
Łazy
Mazańcowice
Międzyrzecze Górne
Międzyrzecze Dolne
Roztropice
Rudzica
Świętoszówka
Wieszczęta

## Politik

### Gemeindevorsteher
An der Spitze der Verwaltung steht der Gemeindevorsteher. Dies ist seit langem Janusz Pierzyna. Bei den turnusmäßigen Wahlen im Oktober 2018 (82,3 % der Stimmen) und im April 2024 (74,5 % der Stimmen) wurde er jeweils ohne Gegenkandidaten wiedergewählt.

### Gemeinderat
Der Gemeinderat von Jasienica besteht aus 21 Mitgliedern. Die Wahl 2024 führte zu folgendem Ergebnis:
- Wahlkomitee „Recht – Familie – Verwaltung“ 100,0 % der Stimmen, 21 Sitze

Die Wahl 2018 führte zu folgendem Ergebnis:
- Wahlkomitee „Recht – Familie – Verwaltung“ 87,0 % der Stimmen, 18 Sitze
- Wahlkomitee „Unsere Angelegenheiten“ 13,0 % der Stimmen, 3 Sitze